# Ochotnik (osoba)
Ochotnik – osoba zgłaszająca się samodzielnie do wykonania pewnej pracy lub zadania, także służby wojskowej, wolontariusz (pierwotnie z łaciny, słowo stało się znowu popularne pod wpływem ang. volunteer).